# Magoúla (Attique)
Magoúla, en grec moderne : Μαγούλα, est une ville du dème d'Éleusis  en Attique, Grèce.
Selon le recensement de 2011, la population de la ville s'élève à 4 735 habitants.